# Pornographie réalité

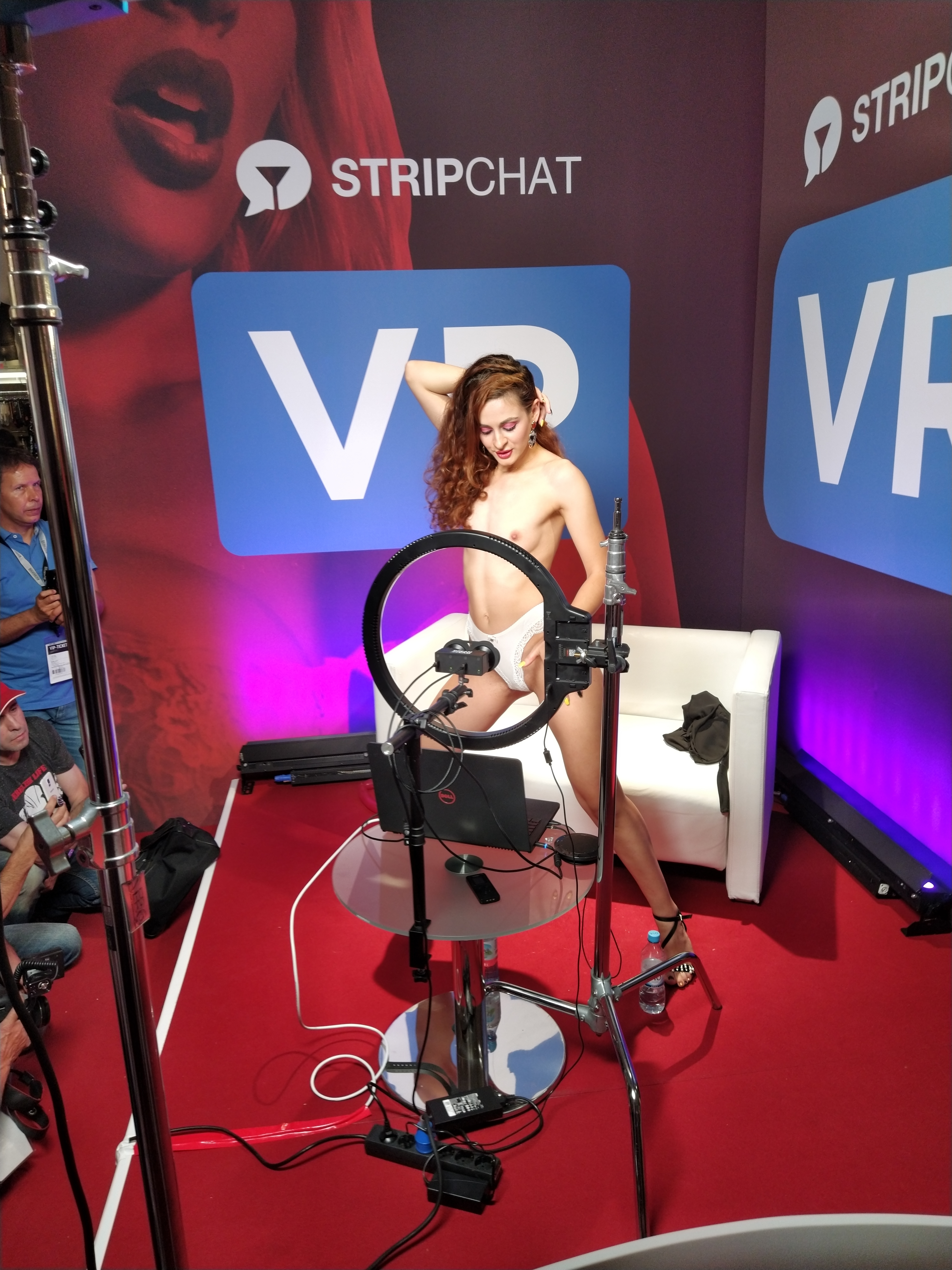
Vénus Berlin 2019

La pornographie réalité (en anglais reality pornography) est un genre de la pornographie où les scènes, généralement tournées à la façon du cinéma vérité, montrent des rencontres sexuelles. Ces scènes peuvent être tournées par un cadreur-acteur actif (comme dans la pornographie gonzo) ou bien plus classiquement par quelqu'un filmant des personnes ayant des rapports sexuels. 
On présente le genre comme « de vrais couples ayant des vrais rapports sexuels. » Il peut être décrit comme étant du porno fait par des professionnels cherchant à imiter le style de la pornographie amateur.
La popularité de ce marché de niche a considérablement augmenté dans la seconde moitié de la première décennie des années 2000. Citons par exemple les séries Girls Gone Wild et Girls Who Like Girls. 
Le travail de Bruce Seven (en) a été appelé porno réalité, en raison de l'absence de scripts et par ses demandes aux acteurs d'agir selon leur propre caractère,.
Pour des raisons légales, l'immense majorité des « pornos réalité » implique des acteurs et actrices professionnels se présentant comme « amateurs ». Même si les acteurs qui se produisent dans ces films apparaissent généralement sur de nombreux sites en même temps, la plupart de ces sites prétendent que ce sont des amateurs.
Une autre variante de la pornographie réalité consiste en des couples normaux qui sont filmés par des professionnels. Dans ce cas, la seule différence avec la pornographie amateur est une plus grande qualité au niveau de la production, du tournage et du montage.